# Вутелинк, Сандра
Сандра Вутелинк (нидерл. Sandra Voetelink; род. 7 августа 1970 года в Херхюговарде) — нидерландская конькобежка, участница зимних Олимпийских игр 1992 года, чемпионка Нидерландов в многоборье и 5-кратная призёр чемпионата Нидерландов. Выступала за "Alkmaarsche IJsclub".

## Биография
Сандра Вутелинк с детства была активным ребёнком, поэтому в возрасте 11 лет занялась катанием на коньках. С 14 лет Сандра участвовала в своих первых соревнованиях, а в 1987 году она попала в юниорскую команду "Young Orange".   В 1988 году дебютировала на чемпионате Нидерландов и на юниорском чемпионате мира и через год стала третьей на чемпионате Нидерландов в забеге на 1000 м, попав в основной состав сборной.
В 1990 году Сандра участвовала на чемпионате Европы в Херенвене, где заняла 17-е место в сумме многоборья, а также на чемпионате мира в классическом многоборье с 16-м местом в общем зачёте. В марте участвовала на чемпионате мира в спринтерском многоборье и заняла 18-е место. Сезон 1990/91 она провела слабо на национальном уровне и на чемпионате мира в классическом многоборье финишировала 23-й.
В начале января 1992 года Сандра выиграла впервые чемпионат страны на дистанции 1500м, следом заняла 16-е место на чемпионате Европы в многоборье. В феврале дебютировала на зимних Олимпийских играх в Альбервиле, где в забеге на 500 м была дисквалифицирована, в беге на 1000 м заняла 16-е место и на 1500 м стала 18-й. На чемпионате мира в классическом многоборье поднялась на 12-е место и на спринтерском чемпионате мира финишировала 17-й. В 1993 и 1994 году она выступала на Кубке мира и на чемпионате Нидерландов заняла 2-е место в забеге на 500 м. В том же 1994 году завершила карьеру, после того, как тренер национальной команды Хенк Гемсер поставил на ней "крест".

## Личная жизнь
Сандра Вутелинк после спортивной карьеры проработала в области спорта и физических упражнений около десяти лет. Вышла замуж за бывшего конькобежца Лео Виссера. В 2000 и 2003 годах родила двух детей. С 2007 по 2012 год она прослушала курс HBO "психосоциальная работа" и начала работать в сфере образования в качестве супервайзера и коуча. В 2010 году дополнила своё обучение тренингом HearthMath по координации работы сердца. в 2010 году основала свою компанию "Hartkracht". В сфере образования она создала и руководила группой обогащения для (высоко) одарённых детей и проводила курсы по снижению эмоций и стресса. С 2013 года занималась созданием рабочих тетрадей для образования. Её оба ребёнка оставили среднюю школу. Старший из-за болезни Пфайффера, младший из-за перенапряжения. В 2013 году Сандра прошла курс базовых медицинских знаний HBO и посещала курс фитотерапии, где западные знания и травы сочетаются с восточными методами исцеления. В 2017 году она выпустила книгу "Обучение без стресса".